# Wilhelm Weiss
Wilhelm Weiss (3. února 1859 Řitka – 18. června 1904 Praha) byl český matematik a učitel.

## Život
Wilhelm Weiss získal své základní vzdělání od svého otce, který byl učitelem v Řitce. Po absolvování reálné školy v Praze v roce 1880 studoval v letech 1881 až 1884 na Německé vysoké škole technické v Praze a na Německé univerzitě v Praze. Ve školním roce 1884/85 navštěvoval přednášky Felixe Kleina na Lipské univerzitě a v roce 1885/86 Paula Gordana a Maxe Noethera na Erlangensko-norimberské univerzitě, kde v roce 1887 získal doktorát. V témže roce se stává asistentem na německé technice v Praze. V roce 1894 se na této škole habilitoval. Ve školním roce 1896/97 suploval přednášky matematiky. V roce 1897 byl jmenován mimořádným a v roce 1900 řádným profesorem. V roce 1901 se habilitoval na pražské německé univerzitě pro matematiku a analytickou mechaniku. Ve školním roce 1901/02 byl děkanem školy inženýrů na Německé vysoké škole technické v Praze. Na této instituci působil až do své smrti v roce 1904.